# Calm Before the Storm (Dare)
Calm Before the Storm è il terzo album della band Dare, uscito nel 1998.

## Tracce
1. Walk on the Water
2. Some Day
3. Calm Before the Storm
4. Rescue Me
5. Silence of Your Head
6. Rising Sun
7. Ashes
8. Crown of Thorns
9. Deliverance
10. Still in Love With You
11. Run to Me

## Formazione
- Darren Wharton - voce, tastiera
- Andrew Moore - chitarra
- Martin Wilding - basso
- Julien Gardner - batteria